# 夏への扉 -キミのいる未来へ-
『夏への扉 -キミのいる未来へ-』（なつへのとびら キミのいるみらいへ）は、2021年6月25日に公開された日本の映画。ロバート・A・ハインラインの小説『夏への扉』の実写映画化作品で、監督は三木孝浩、主演は山﨑賢人。当初は同年2月19日に公開予定だったが、1月26日に新型コロナウイルスの感染拡大を受けて公開の延期が発表された。

## 製作
原作から時代設定と舞台が1995年および2025年の日本へ変更され、ロボット科学者が未来を取り戻す冒険物語として翻案される。
「1979年の初読以来、映画化はずっとずっと個人的な夢」だったと語る企画・プロデュースの小川真司により、「時間旅行もの」のジャンルを確立させ後世の作品に大きな影響を与えた古典中の古典の映画化という高いハードルを越えるには強力な監督・脚本家が不可欠として、以前に『陽だまりの彼女』で組んだ三木と菅野友恵の2人を起用。主演には「ピュアさ誠実さの表現に関しては当代随一」として山﨑が起用された。
撮影は2020年初旬に行われ、1995年のシーンの撮影では当時使用されていた小道具を収集し、また新たに制作することで当時を詳細に再現している。

## ストーリー
1995年の東京でロボット開発に携わる科学者・高倉宗一郎は、愛猫・ピートと尊敬する偉大な科学者だった亡き父の親友・松下の娘・璃子との平穏な日常生活の中で、完成間近となった松下の遺志を継ぐプラズマ蓄電池の開発に没頭していた。しかし、宗一郎は信頼する共同経営者・松下和人と婚約者・鈴の裏切りによって会社と開発中のロボットや蓄電池をすべて奪われ、さらにコールドスリープに入れられてしまう。
2025年の東京で目覚めた宗一郎は、ピートや璃子の死を知ってすべてを失ったことを悟り、変えられてしまった運命を取り返すため、30年の時を超えたリベンジを誓う。
宗一郎は、彼と行動をともにすることになったヒューマノイドロボット・PETE（ピート）の動力源がプラズマ蓄電池であることを手がかりに、科学者・坪井と面会した。坪井は30年前に宗一郎と会ったと言い、その時に物理学者の遠井教授とも出会っていたことを告げる。さらにPETEの発明者が自身であることを知った宗一郎はひとつの仮説を確かめるために遠井の研究所を尋ねる。遠井は宗一郎の名を聞くなり、研究を完成させた時間転移装置で彼を30年前に送ると言った。
仮説通り自分自身が過去を書き換えていたことを悟った宗一郎はPETEとともに1995年に戻り、再びコールドスリープに入るまでの9日間で研究を完成させ、璃子を救う計画を進める。時間転移してきた彼を助けた弁護士・佐藤太郎に、PETEの特許と、鈴を訴えてリベンジを果たすこと、そして璃子の保護を託した宗一郎は、計画を成し遂げると璃子にすべてを打ち明け、再び30年の眠りにつく。
30年後。コールドスリープから目覚めた宗一郎は、佐藤からの手紙で璃子のその後を知る。開発者の道へ進んだ莉子はPETEとプラズマ蓄電池の改良に携わっていた。そして、20年前、莉子は宗一郎と同じ冷凍場で眠りについていたのだ。宗一郎が見守る中、目を覚ました莉子は「おはよう、宗ちゃん」とやさしく微笑むのであった。

## 登場人物
高倉宗一郎
演 - 山﨑賢人、南出凌嘉（少年期）
科学者。ロボット開発に携わる。
松下璃子
演 - 清原果耶
高校生。宗一郎の養父・松下の娘。
白石鈴
演 - 夏菜
宗一郎の婚約者。
松下和人
演 - 眞島秀和
宗一郎が経営する会社の共同経営者。璃子の父方の叔父。
坪井剛太
演 - 浜野謙太
宗一郎にヒントを与える科学者。
遠井潤之助
演 - 田口トモロヲ
2025年の世界で宗一郎を待ち続けた物理学者。
佐藤みどり
演 - 高梨臨
佐藤太郎の妻。
佐藤太郎
演 - 原田泰造
謎の鍵を握る男。
PETE（ピート）
演 - 藤木直人
ヒューマノイドロボット。
ピート
演 - パスタ / ベーコン
宗一郎の愛猫。

## スタッフ
- 原作：ロバート・A・ハインライン（著） / 福島正実（訳）『夏への扉』（ハヤカワ文庫刊）
- 監督：三木孝浩
- 脚本：菅野友恵
- 音楽：林ゆうき
- 主題歌：LiSA「サプライズ」（SACRA MUSIC）[10]
- 挿入歌：Mr.Children「CROSS ROAD」
- 企画・プロデュース：小川真司[4]、村田千恵子
- プロデューサー：松橋真三、里吉優也
- エグゼクティブ・プロデューサー：Vince Gerardis、Takenari Maeda
- アシスタント・プロデューサー：新宅洋平
- ライン・プロデューサー：齋藤悠二
- 撮影：小宮山充
- 照明：木村匡博
- 録音：久連石由文
- 美術：井上心平
- 装飾：遠藤善人
- 編集：和田剛
- スクリプター：古保美友紀
- 音響効果：松浦大樹
- VFXスーパーバイザー：荻島秀明
- モーショングラフィックス：吉田孝侑
- スタイリスト：望月恵
- ヘアメイクデザイン：倉田明美
- 音楽プロデューサー：北原京子
- 宣伝プロデューサー：平下敦子
- キャスティング：梓菜穂子
- 助監督：清水勇気
- 制作担当：甲斐恵美理
- 配給：東宝、アニプレックス
- 制作プロダクション：CREDEUS
- 製作幹事：アニプレックス、東宝
- 製作：「夏への扉」製作委員会（アニプレックス、東宝、ハピネット、ベンチャーバンクエンターテインメント、日本出版販売、サイバーエージェント、早川書房、ローソンエンタテインメント、ブリッジヘッド、CREDEUS）